# Bóža Dvořák
Bóža Dvořák, křtěný Bohumír Jindřich (6. května 1864, Valy – 17. března 1954, Pardubice), byl český inženýr, architekt, konzervátor, geodet a stavitel, který se nejvíce zasadil o úpravy a rekonstrukce historických objektů a novostavby v Pardubicích na konci 19. a počátku 20. století v duchu novorenesance. Od roku 1897 jsou známy jeho realizace v Pardubicích. Od roku 1898 do 1. světové války působil ve funkci konzervátora c. k. vídeňského památkového úřadu pro okresy Pardubice, Vysoké Mýto, Litomyšl, Polička a Lanškroun. Mezi jeho spolupracovníky patřil malíř a ilustrátor Mikoláš Aleš, sochař a štukatér Vilém Amort a Dvořákův zeť sochař Miloslav Baše.

## Dílo

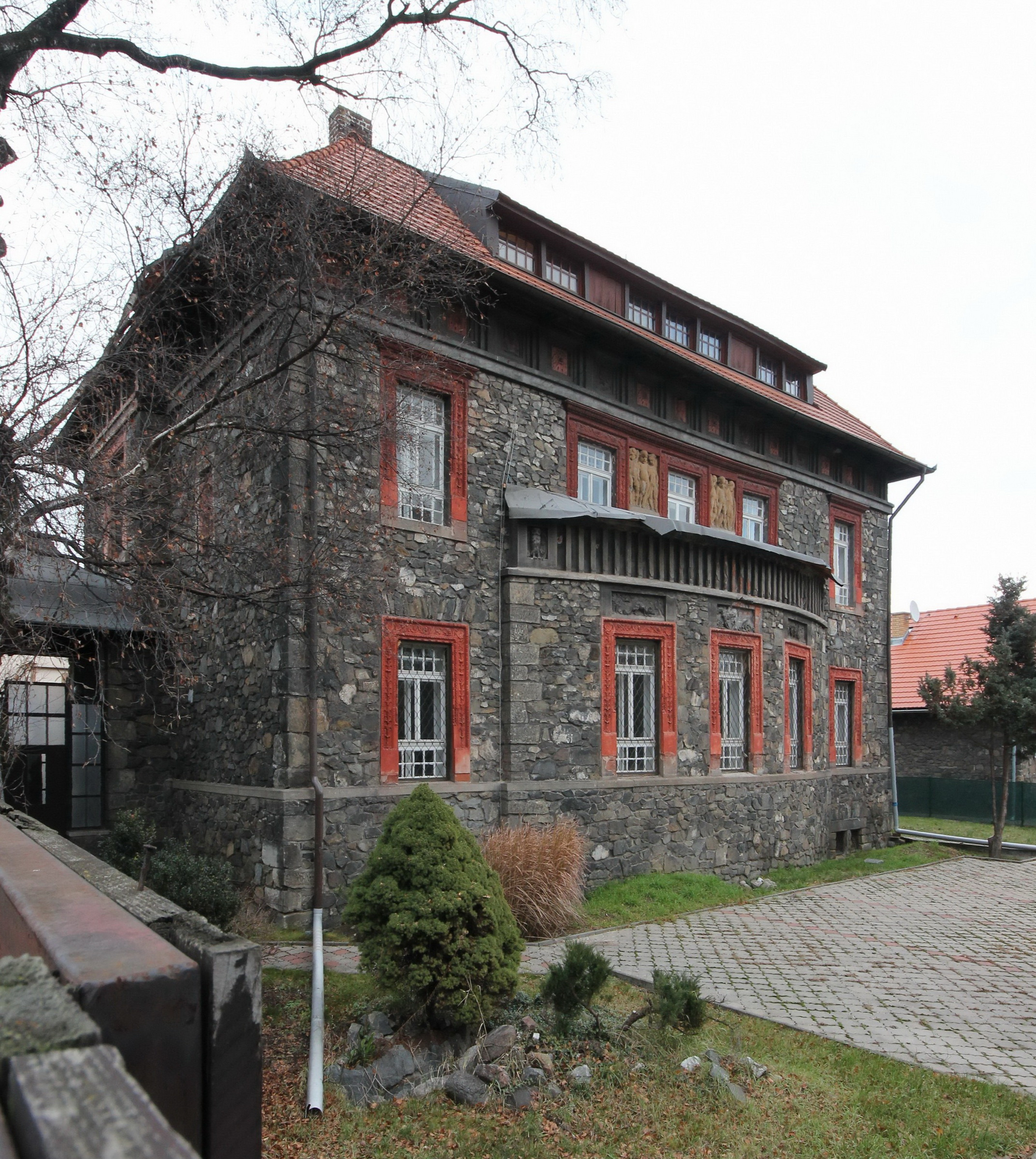
Kamenná vila v Pardubicích

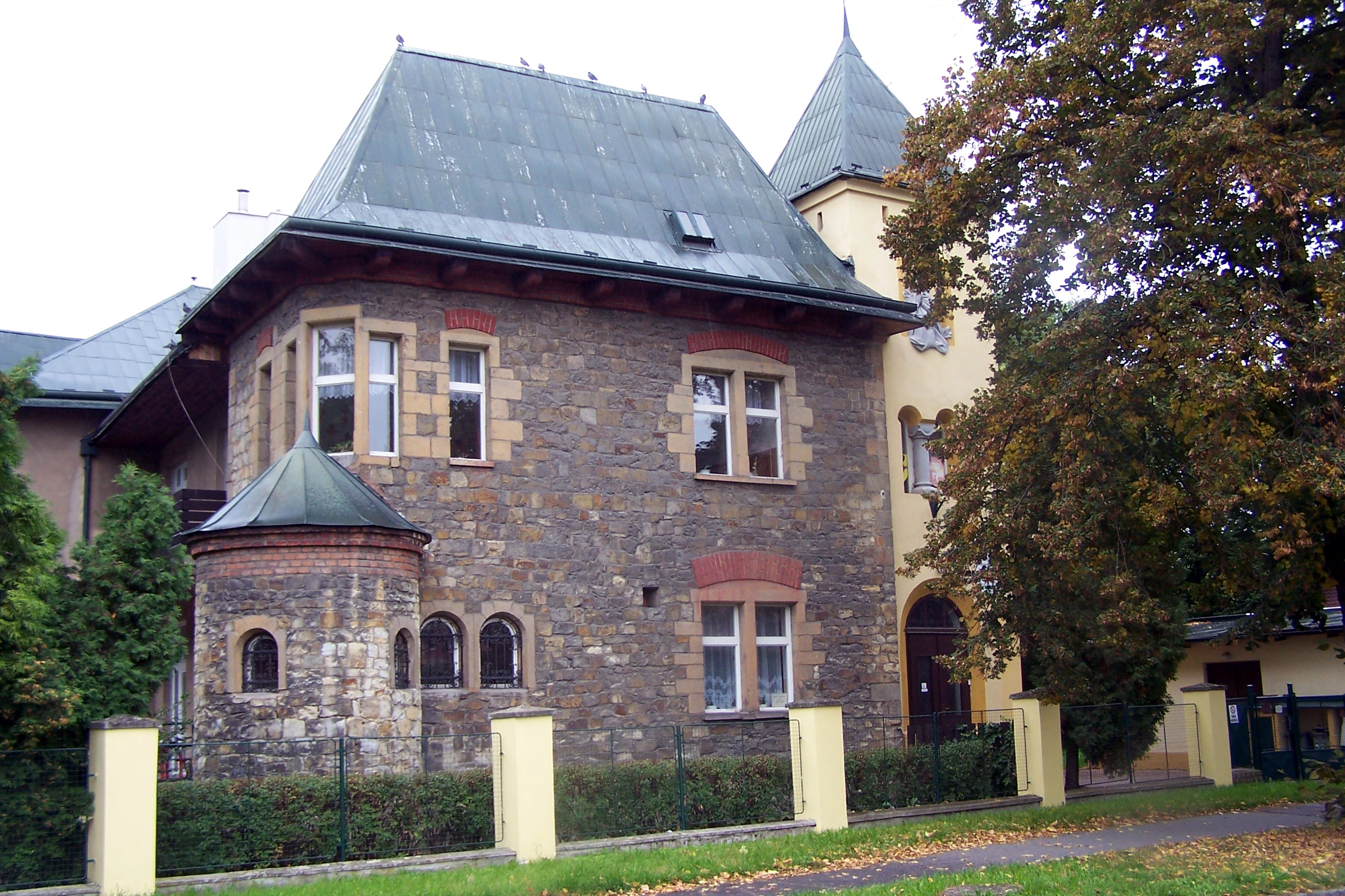
Messanyho vila v Pardubicích

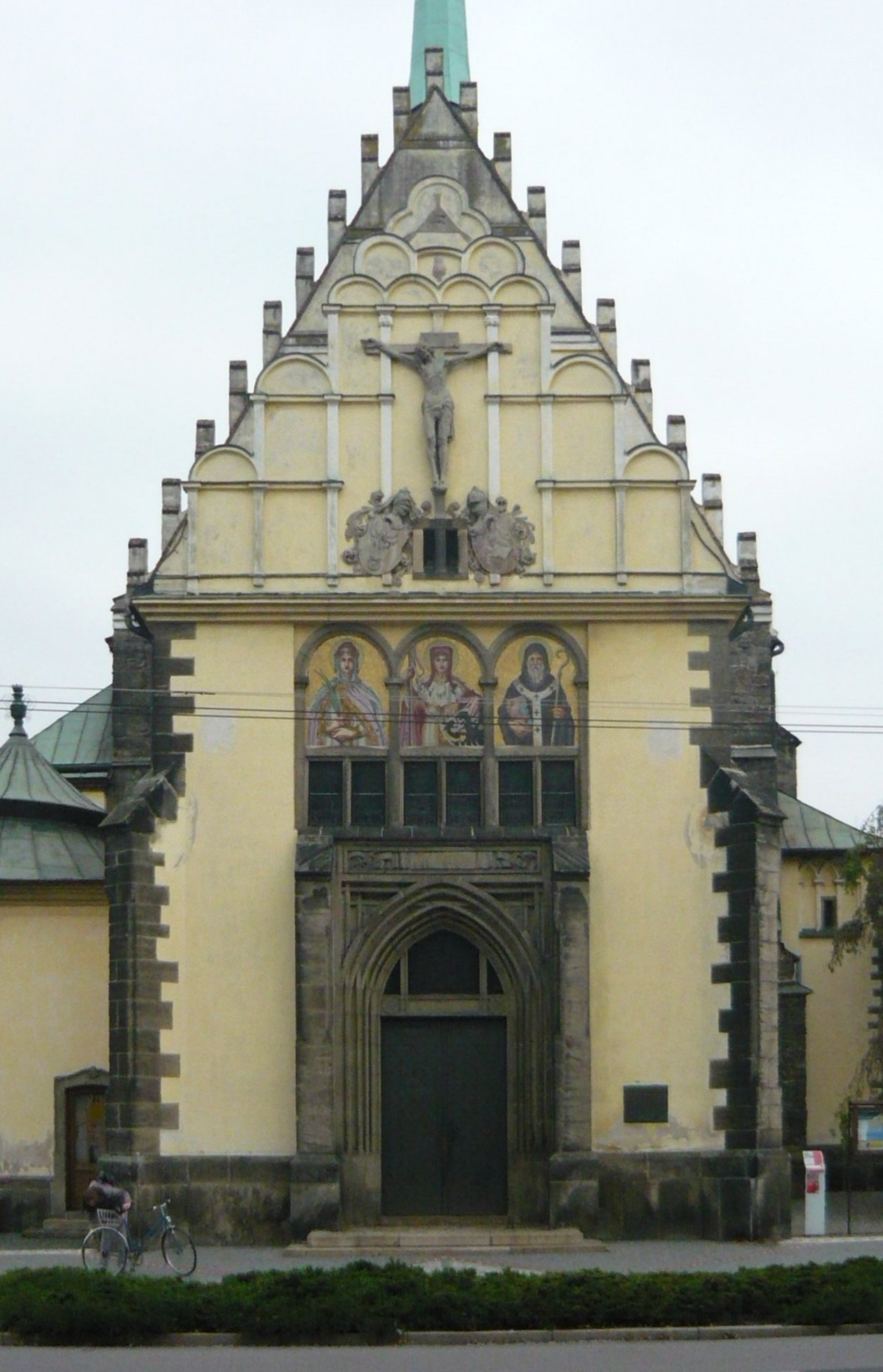
Pardubice, kostel sv. Bartoloměje, západní průčelí po rekonstrukci v roce 1912

### Pardubice
- Dům čp. 307, Husova ulice – upraven roku 1897 dle B. Dvořáka (za spolupráce A. Klusáčka a M. Alše)
- budova Občanské záložny, čp. 55, Pernštýnské náměstí – upraven roku 1901 dle B. Dvořáka (štuková výzdoba Vilém Amort)
- Kostel Zvěstování Panny Marie – restaurován B. Dvořákem mezi léty 1905–1906
- Kostel Bolestné Panny Marie – malířská výzdoba kaplí od B. Dvořáka (spolupráce B. Urban, návrh M. Aleš)
- Kostel svatého Bartoloměje – z roku 1898 návrhy plánů na rozšíření chrámu realizace západní přístavby dokončena 1912
- Kamenná vila, U Kamenné vily čp. 114, čp. 110, postavena 1913–1923
- Messanyho vila, Bulharská ulice čp. 119, postavena 1900–1901, (za spolupráce sochaře Viléma Amorta)
- Dvořákova vlastní vila, Bulharská ulice čp. 258

### Kostely mimo Pardubice
- Kostel sv. Zikmunda v Sopotnici – 1912 výstavba nového kostela v romanizujícím stylu napojeného na původní gotický presbytář
- Kostel sv. Mikuláše v Proseči – 1913–1913 výstavba nového kostela v gotizujícím stylu při zachování původního gotického presbytáře
- Kostel sv. Vojtěcha v Dolanech u Pardubic – 1913 novostavba v romanizujícím stylu
- Kostel svatého Petra a Pavla v Rohovládově Bělé u Pardubic - 1908 přístavba kostela